# 13350 Gmelin
A 13350 Gmelin (ideiglenes jelöléssel 1998 ST144) egy kisbolygó a Naprendszerben. Eric Walter Elst fedezte fel 1998. szeptember 20-án.